# Phantom Joke
「Phantom Joke」（ファントム・ジョーク）は、UNISON SQUARE GARDENの16thシングル。2019年10月11日にトイズファクトリーより発売された。
初回限定盤には特典として、2019年2月9日に行われた「UNISON SQUARE GARDEN TOUR 2019「MODE MOOD MODE ENCORE」」Zepp Tokyo公演のライブ音源を全て収めたCD2枚組を付属。

## 概要
本作は前作「Catch up, latency」から約11ヶ月ぶりにリリースされるシングルであり、このうち表題曲「Phantom Joke」は、テレビアニメ『Fate/Grand Order -絶対魔獣戦線バビロニア-』のオープニングテーマとなっている。
また、カップリング曲には「ぼくたちのしっぱい」に加え、インディーズ時代の楽曲「mouth to mouse (sent you)」が収録される。
「ぼくたちのしっぱい」は、本シングルの発表より2年前に収録されながらも、諸事情でカップリングとしての収録が見送られてきた楽曲である。
「mouth to mouse (sent you)」は、インディーズ時代に交流の深かった大阪のバンド、BUS STOP MOUSEの活動休止を受けて制作された。
今作に収録されることとなったきっかけについて2つの理由が語られており、1つめの理由として、今作のカップリング曲を決める際に、新規で楽曲を作る気にならなかったということ。2つめの理由として、2019年4月にMUSIC CLUB JANUSで行われた3マンイベント「YU-JI ROCK TOWN 2019 SPECIAL NIGHT～chaqq全開uniっとbus～」にて同バンドと共演を果たし、お互いとの縁の深いこの楽曲を披露したことが挙げられている。

## 収録内容
| 全作詞・作曲: 田淵智也、全編曲: UNISON SQUARE GARDEN。 |                                                                                               |          |            |      |
| #                                                      | タイトル                                                                                      | 作詞     | 作曲・編曲 | 時間 |
| 1.                                                     | 「Phantom Joke」(テレビアニメ『Fate/Grand Order -絶対魔獣戦線バビロニア-』オープニングテーマ) | 田淵智也 | 田淵智也   | 4:04 |
| 2.                                                     | 「ぼくたちのしっぱい」                                                                        | 田淵智也 | 田淵智也   | 3:47 |
| 3.                                                     | 「mouth to mouse (sent you)」                                                                 | 田淵智也 | 田淵智也   | 3:55 |
| 合計時間:                                              | 合計時間:                                                                                     | 11:46    |            |      |

| #         | タイトル                                           | 作詞  | 作曲・編曲 | 時間 |
| --------- | -------------------------------------------------- | ----- | ---------- | ---- |
| 1.        | 「Own Civilization (nano-mile met)」               |       |            | 2:51 |
| 2.        | 「場違いハミングバード」                           |       |            | 4:35 |
| 3.        | 「Invisible Sensation」                            |       |            | 4:12 |
| 4.        | 「桜のあと (all quartets lead to the?)」           |       |            | 4:50 |
| 5.        | 「等身大の地球」                                   |       |            | 4:38 |
| 6.        | 「Silent Libre Mirage」                            |       |            | 3:46 |
| 7.        | 「アトラクションがはじまる (they call it "NO.6")」 |       |            | 4:00 |
| 8.        | 「シュガーソングとビターステップ」                 |       |            | 4:12 |
| 9.        | 「フィクションフリーククライシス」                 |       |            | 3:56 |
| 10.       | 「静謐甘美秋暮抒情」                               |       |            | 4:53 |
| 11.       | 「夜が揺れている」                                 |       |            | 2:56 |
| 12.       | 「クローバー」                                     |       |            | 5:24 |
| 13.       | 「オーケストラを観にいこう」                       |       |            | 5:12 |
| 合計時間: | 合計時間:                                          | 55:25 |            |      |

| #         | タイトル                     | 作詞  | 作曲・編曲 | 時間 |
| --------- | ---------------------------- | ----- | ---------- | ---- |
| 14.       | 「fake town baby」           |       |            | 5:40 |
| 15.       | 「Catch up, latency」        |       |            | 4:38 |
| 16.       | 「ドラムソロ」               |       |            | 4:25 |
| 17.       | 「MIDNIGHT JUNGLE」          |       |            | 3:59 |
| 18.       | 「君の瞳に恋してない」       |       |            | 4:15 |
| 19.       | 「徹頭徹尾夜な夜なドライブ」 |       |            | 5:02 |
| 20.       | 「春が来てぼくら」           |       |            | 4:57 |
| 21.       | 「crazy birthday」           |       |            | 3:28 |
| 22.       | 「Dizzy Trickster」          |       |            | 4:52 |
| 合計時間: | 合計時間:                    | 41:16 |            |      |